# Maqueta per a Dona, ocell i una estrella
Maqueta per a Dona, ocell i una estrella (en anglès Sun, Moon and one Star i també conegut com a Lluna, sol i una estrella) és una escultura de l'artista català Joan Miró de 1968. L'obra es troba al pati nord de la Fundació Joan Miró i va ser una donació de Pierre Matisse, marxant d'art fill del pintor Henri Matisse.
L'escultura és la maqueta d'una obra que no es va arribar a fer mai, que portava per títol Dona, ocell i una estrella. Havia de fer més de 60 metres d'alçada i hauria d'haver anat al Parc de Cervantes.

## Història

### Per terra, mar i aire
L'any 1968 l'Ajuntament de Barcelona va suggerir a Joan Miró de fer un dels seus coneguts murals ceràmics per donar la benvinguda als visitants de la ciutat que arribessin a l'aeroport de Barcelona. A Miró, li va encantar la idea i va dir que no solament faria una obra per a l'aeroport —acabat d'instal·lar el setembre de 1970—, sinó que es comprometé a dissenyar tres obres que donarien la benvinguda als visitants de la ciutat segons en el medi en què hi arribessin: terra, mar o aire. Les altres dues obres encarregades foren un paviment ceràmic de més de 400 metres quadrats al Pla de la Boqueria —el Mosaic del Pla de l'Os, inaugurat el 30 de desembre de 1976— per saludar els visitants que arribessin a Barcelona per mar, i una escultura —que segons el projecte primigeni havia de fer més de 60 metres d'alçada— que s'instal·laria al Parc de Cervantes per tal de realitzar el mateix gest a l'entrada a la ciutat per l'antiga carretera nacional. Aquesta obra havia de ser Dona, ocell i una estrella, però finalment el projecte per al Parc de Cervantes fou desestimat i l'obra ideada en la Maqueta per a Dona, ocell i una estrella és conservada al pati nord de la Fundació Joan Miró de Barcelona.
| «                                      | El meu propòsit per Barcelona, com a donació meva: A) Aeroport la benvinguda a la gent que arriba per l'aire B) Monument de 30 m d'alçada als Jardins Cervantes per la gent que ve per carretera, per terra C) Mosaic al Pla de l'Os, a la Rambla, la gent que arriba per Mar i que entra a la ciutat D) Centre d'Estudis Art Contemporani (CEAC) Joan Miró: com a porta oberta vers el futur i d'intercanvi cultural internacional, amb la meva fe absoluta que Catalunya té un gran paper a jugar en el món de demà | » |
| — Carta de Joan Miró a Lluís Permanyer | |   |

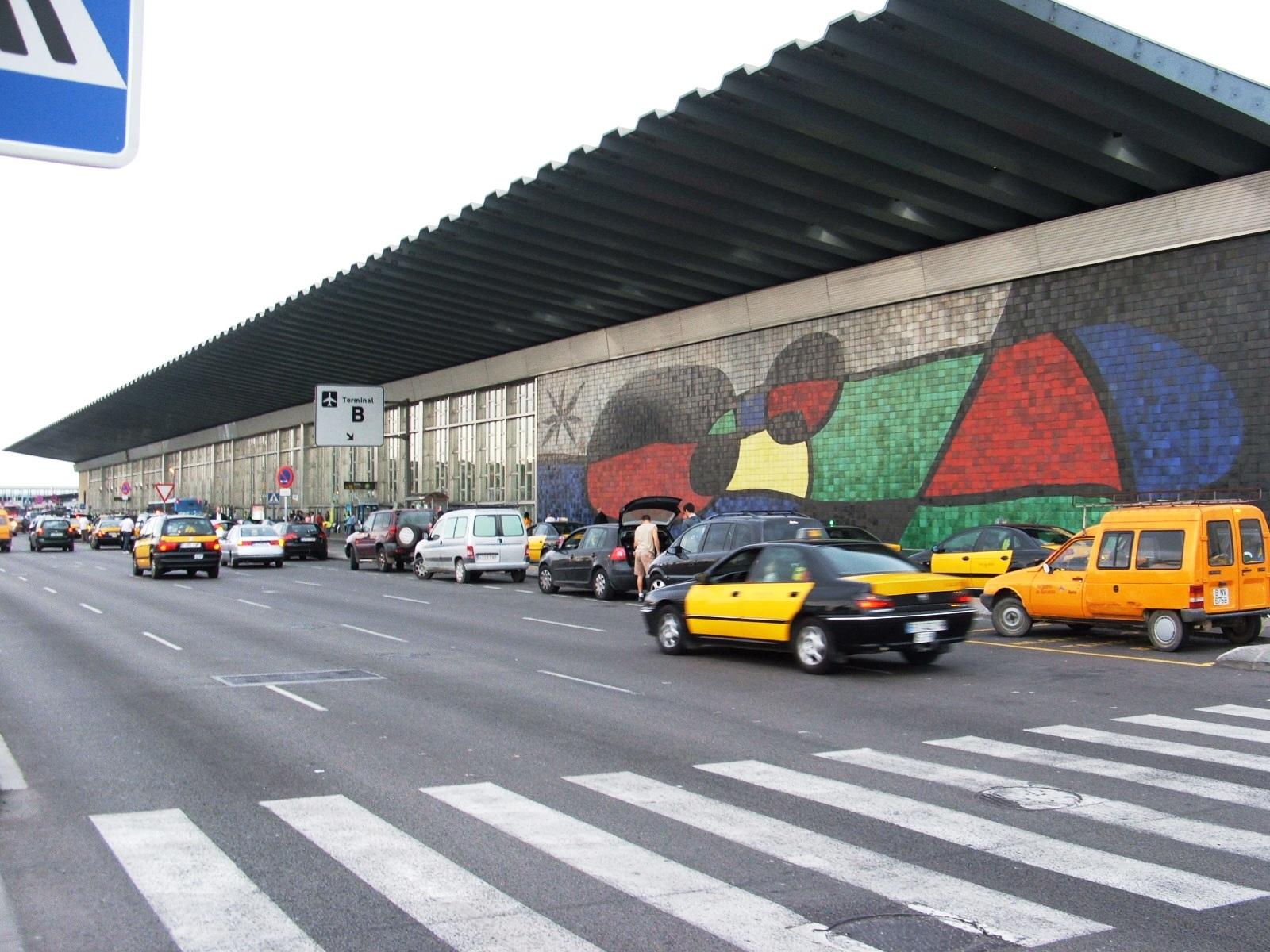
A- Mural a l'Aeroport (aire)
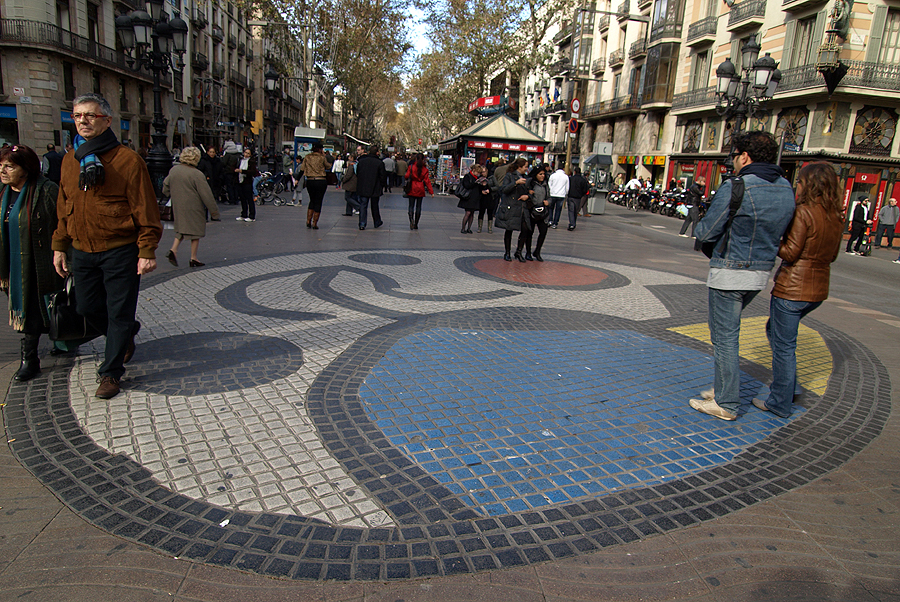
B- Mosaic del Pla de l'Os (mar)
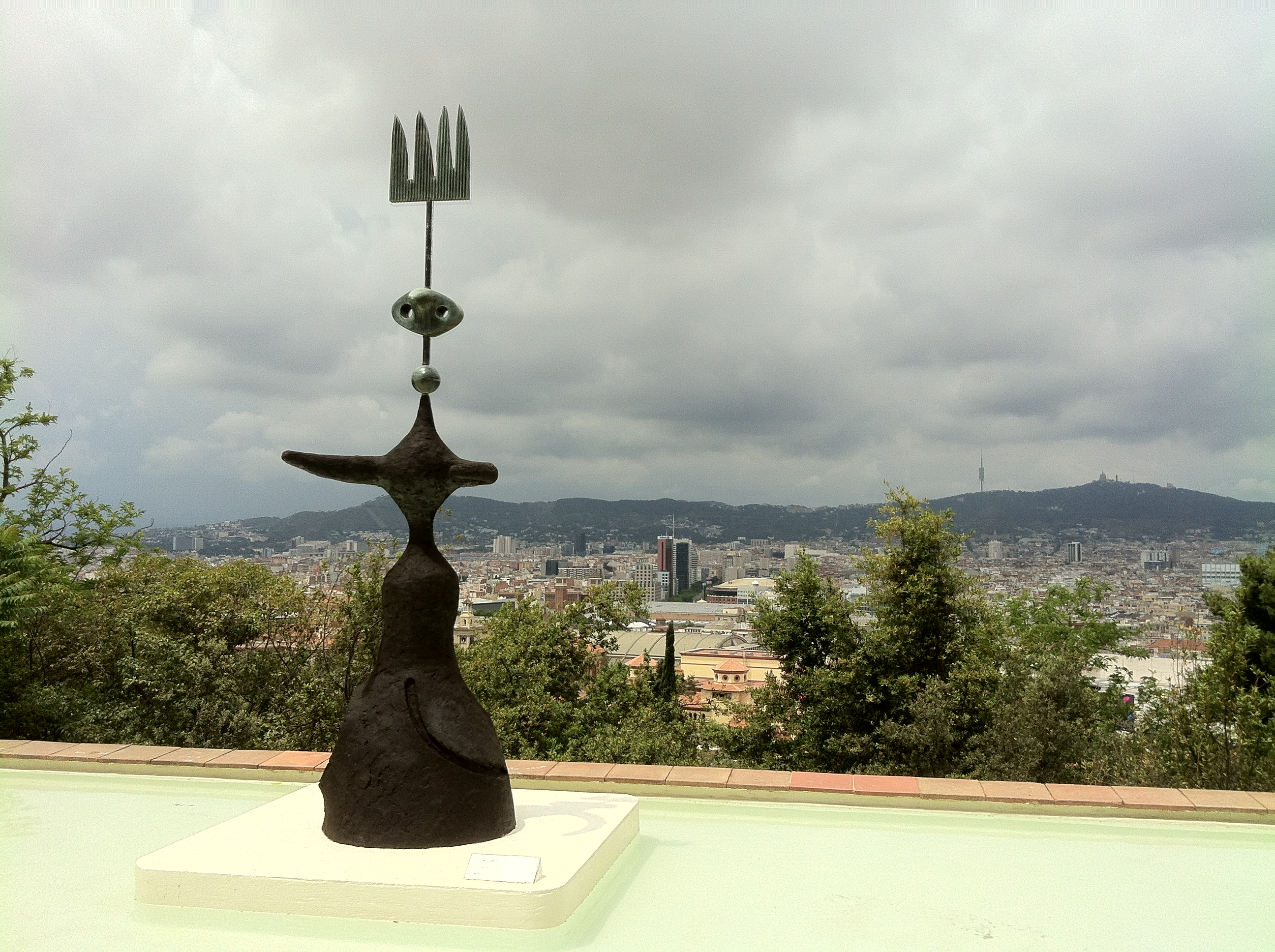
C- Maqueta per a Dona, ocell i una estrella (terra: no realitzada)
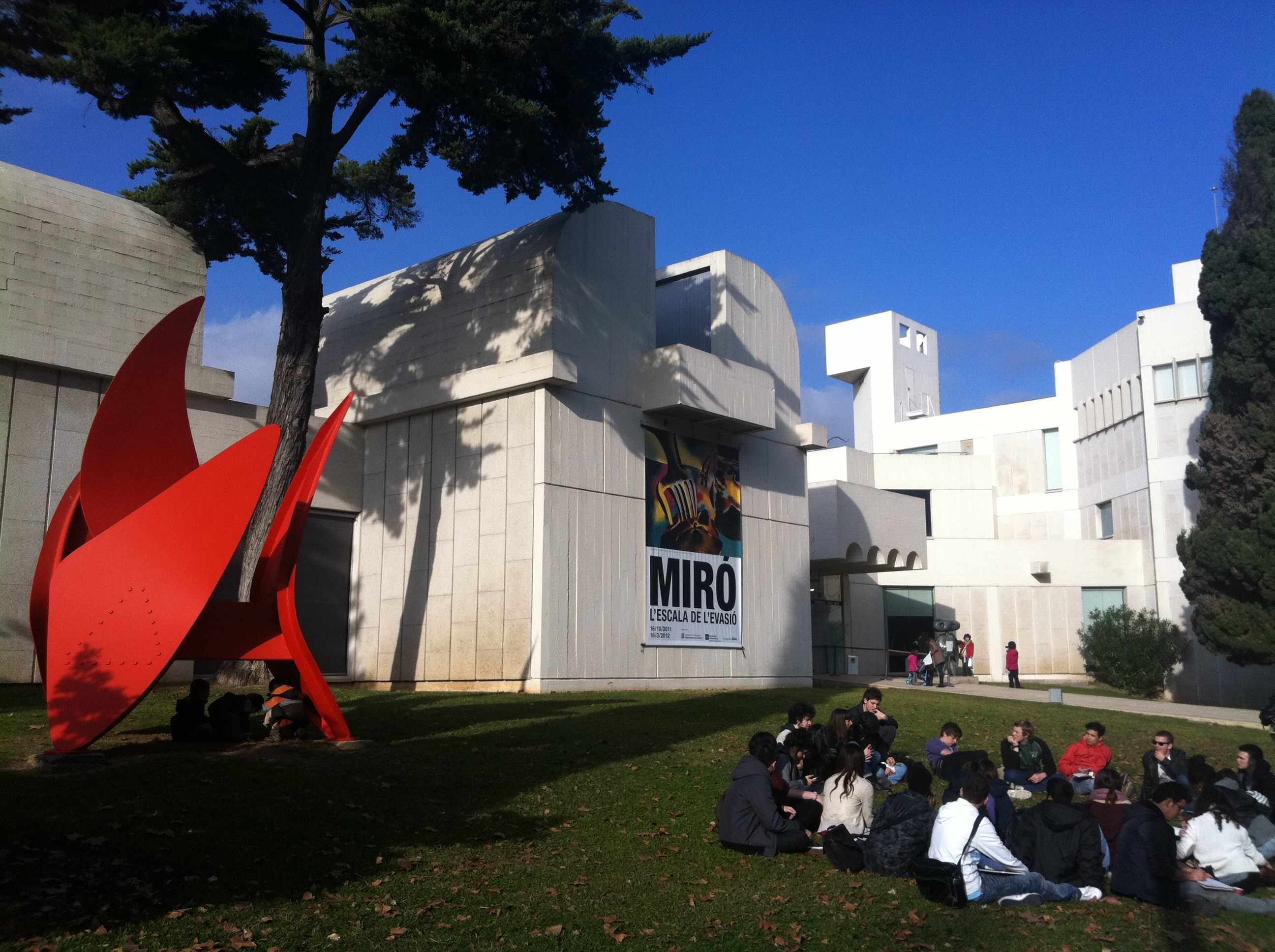
D-CEAC- Centre d'Estudis d'Art Contemporani

### Miss Chicago
Una versió similar de l'obra es va construir a la plaça Brunswick de Chicago, que actualment es coneix com a Miss Chicago. L'escultura, amb una mida final de 12 metres, està feta d'acer, malla, formigó, bronze i rajoles ceràmiques.
El 1969, la Brunswick Corporation va encarregar el disseny de l'obra a Miró, però no es va acabar fent pels elevats costos. El model de bronze que havia fet Miró va anar a parar al Milwaukee Art Museum, de Milwaukee, Estats Units. Posteriorment, el 1979, la primera alcaldessa de Chicago, Jane Byrne, va acceptar trobar finançament per a l'escultura.

## Galeria
- Vista del pati nord
- Silueta de la maqueta en contrallum
- Maqueta amb Collserola de fons